# Cabeças e crânios humanos como troféus e mercadorias

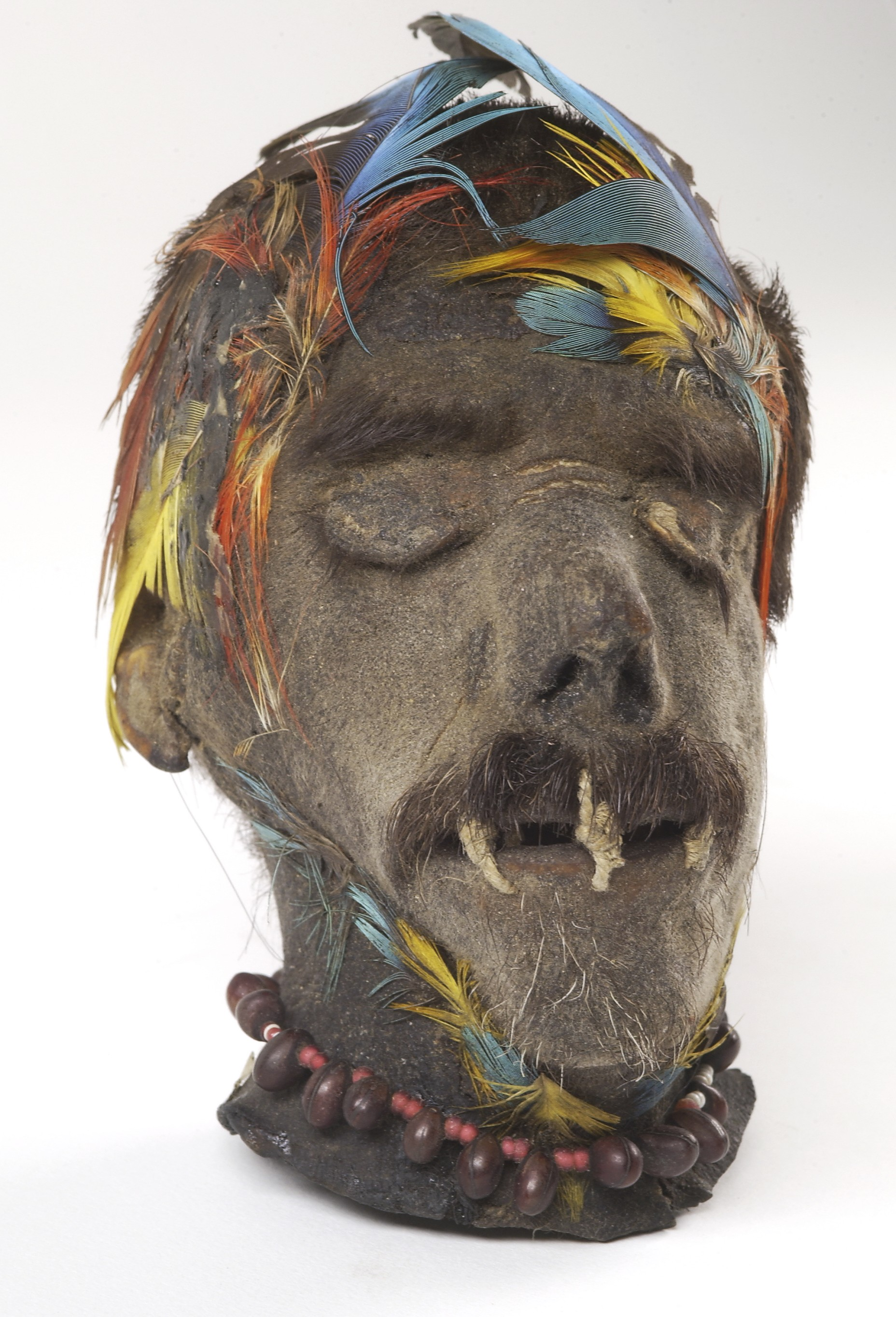
Cabeças encolhidas ou Shurunken Head denominada Tsantsa, do povo Shuar.

A prática de captura e coleta de remanescentes humanos esteve difundida em sociedades pré-históricas e históricas no mundo, envolvendo diferentes cerimônias e valores religiosos a depender da cultura inserida. Na sociedade ocidental contemporânea, remanescentes humanos são ilegalmente vendidos no comércio eletrônico internacional. Remanescentes humanos são partes do corpo humano, como, por exemplo, crânio, pele, couro cabeludo, pernas, antebraços, mãos, dedos, entre outras partes anatômicas, que estão presentes no ensino e pesquisa acadêmica, em museus, em coleções de líderes indígenas e até em coleções pessoais ilegais contemporâneas. Esses remanescentes, podem estar decorados, acompanhados de objetos do cotidiano e cerimoniais, em que ocorre a modificação desses remanescentes por propósitos religiosos distintos.

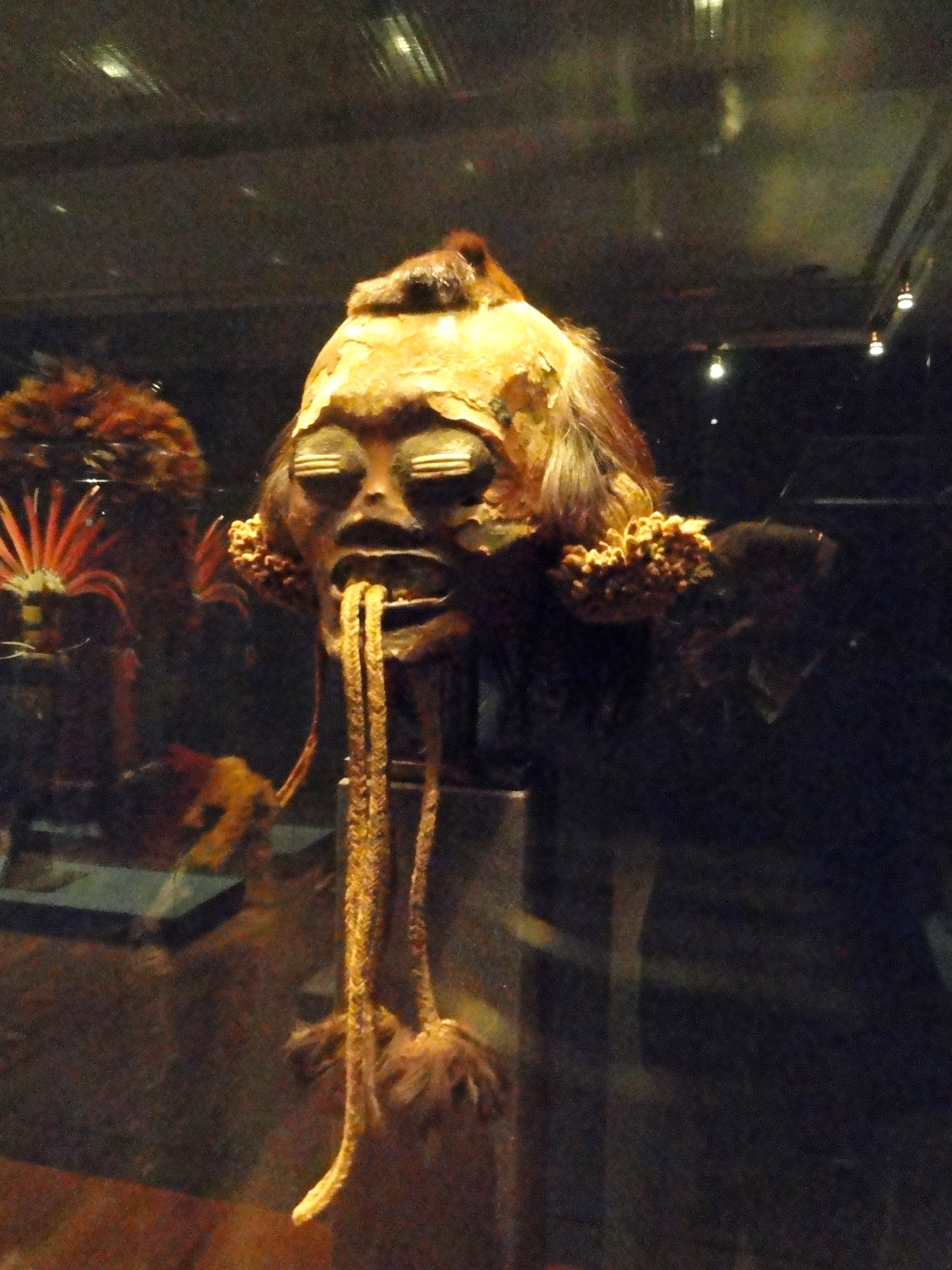
Cabeça troféu do povo Munduruku

Um outro tipo de uso, são como souvenires de contextos de guerra, denominados como troféus, que podem ser feitos de cabeças humanas (e.g., as cabeças encolhidas ou Shurunken Head denominada Tsantsa, dos povos Shuar ou Shuaras que vivem entre o Peru e o Equador na floresta Amazônica) e crânios modificados com desenhos e símbolos (e.g. os crânios esculpidos do povo Dayak ou Dyak, povos originários da ilha de Bornéu, entre a Malásia, Indonésia e a nação de Brunei), ornamentações e mumificação (e.g. as cabeças troféu dos povos Wuy jugu, conhecidos como Mundurucus ou Mundurukus que vivem em áreas isoladas em três estados brasileiros: Pará, Mato Grosso e Amazonas).
Em geral, esses artefatos são classificados como troféus humanos de guerra, pela ligação com a violência interpessoal. Porém, também existem casos de veneração de ancestrais, ao invés de inimigos (e.g. as cabeças Maori, de povos indígenas originários da Nova Zelândia).
Houve e ainda há esforços governamentais para extinção da caça e coleta de cabeças humanas em comunidades tradicionais em que essa prática persiste, por conta da violência envolvida na aquisição dessas cabeças-troféu. Apesar disso, não há fiscalização adequada ou devida preocupação governamental em relação ao tráfico ilegal de cabeças e outros remanescentes humanos na internet, que acontece principalmente através de redes sociais como o Facebook, Instagram e em sites como o Ebay. Independente do contexto em que acontece a prática de colecionar remanescentes humanos para o uso pessoal, há implicações éticas relativas a concepção moderna de uma sociedade sadia.
Desde o Ártico até a América do Sul, há diferentes significados históricos e culturais relativos a coleta e exibição de troféus humanos, que são influenciados pelos contextos sociais e políticos, crenças culturais e relações de poder.  Pesquisadores sugerem que a prática de coletar troféus humanos pode estar conectada a transformações sociais e demográficas, como a formação de sociedades hierarquizadas e a intensificação de conflitos regionais. Em geral, a exibição pública de partes do corpo humano e troféus estava intimamente associada a mitologias e crenças de regeneração e ao poder sobrenatural.
Um exemplo recente documentado pela mídia digital, envolve uma política canadense, chamada Claire Rattée, que em 2019 presenteou o seu namorado com um crânio humano ornamentado de 1700, comprado em um comércio de Toronto, Canadá. Esse exemplo demonstra a falta de leis específicas para assegurar a restituição e o reconhecimento do direito das famílias e dos povos envolvidos em relação aos remanescentes humanos.

### Registros Arqueológicos e Etnográficos
Os autores Chacon e Dye (2007), trazem um panorama histórico dessa prática que já acontecia em todo o Velho Mundo, onde a modificação, o uso e a exibição pública de partes do corpo humano, foram tradições que possivelmente tiveram início no Pleistoceno, passando pela Idade Média e continuando até a era moderna.

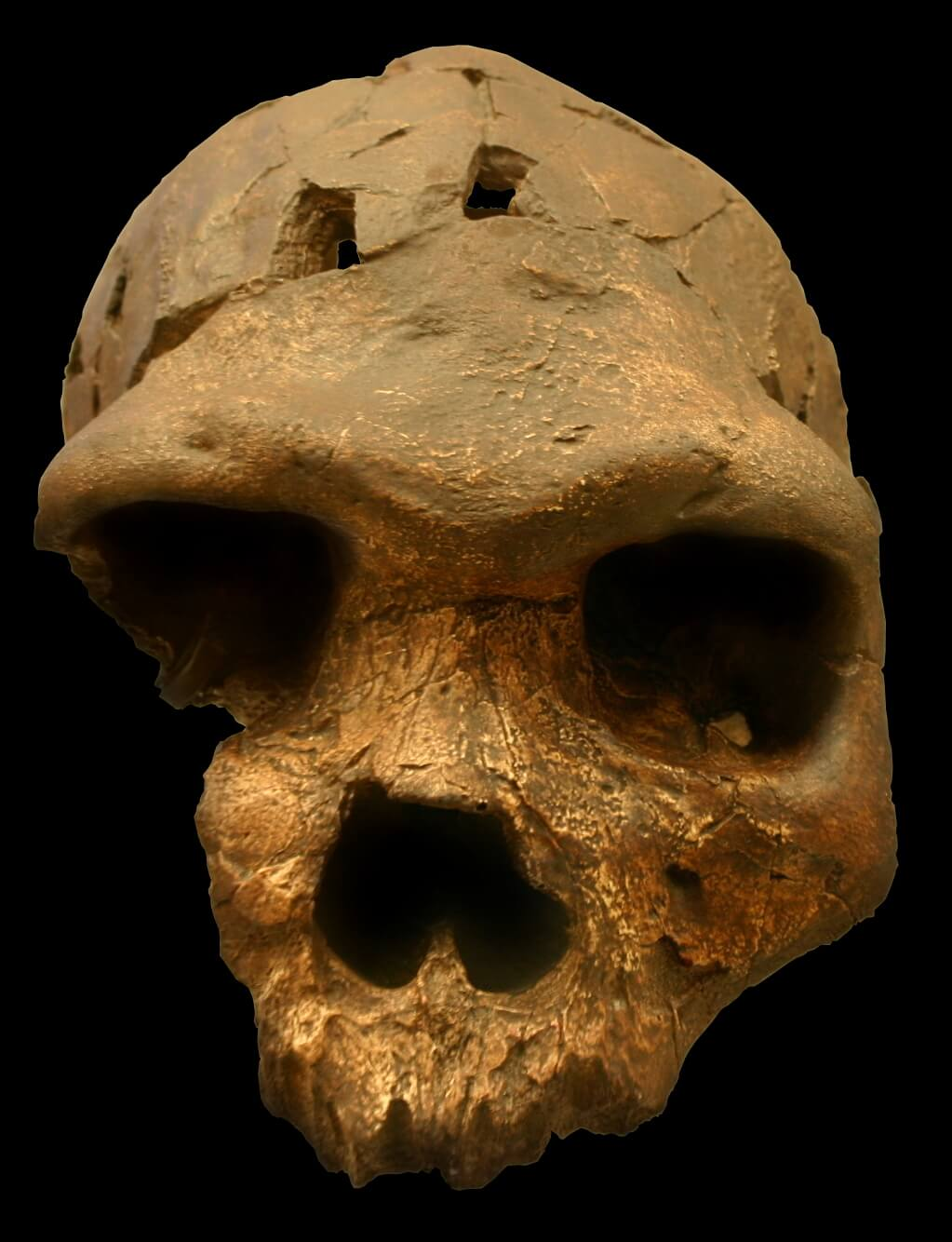
Crânio "Bodo", um Homo heidelbergensis. Foto tirada na sessão de Fósseis David H. Koch do Museu Nacional de História Natural de Smithsonian.

O crânio “Bodo” (Homo bodoensis) de 600.000 anos, encontrado em Bodo D'ar na Etiópia, é considerado o primeiro exemplo conhecido dessa prática. O crânio “Bodo” é de um período correspondente ao Pleistoceno médio e apresenta sinais de prática similar a remoção do couro cabeludo. Esses remanescentes de inimigos eram considerados um símbolo de prestígio social.

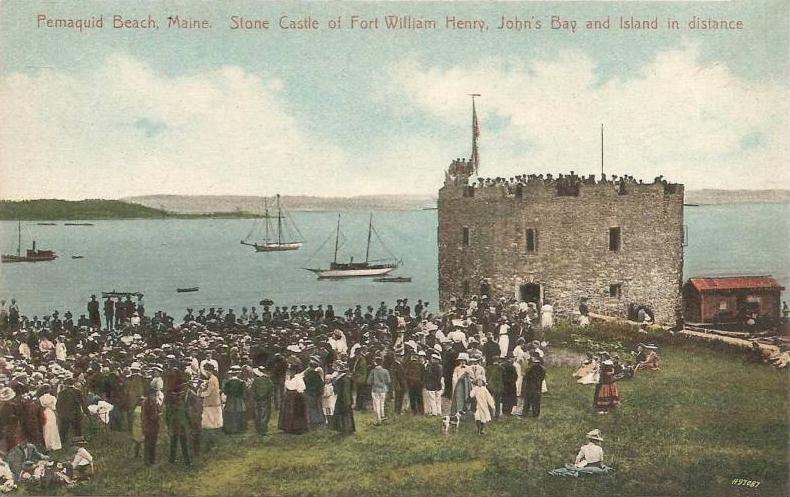
Fort William Henry

A coleta de remanescentes humanos como troféus, é evidenciada em vários sítios arqueológicos pré-históricos, com exemplos notáveis no Fort William Henry, do século XVIII, que foi um forte construído para comunicação segura entre Canadá e Estados Unidos e para a utilização militar.
No sítio neolítico de Jericó, na Palestina, foi encontrado um crânio humano com um rosto naturalista modelado em argila, identificado como sendo por volta do ano 6.000 a.C., mas não há informações sobre a motivação relativa a essa prática. Já no sítio de Alvastra, na Suécia, foi encontrado outro crânio do período neolítico (possivelmente por volta do ano 3.000 a.C.). Esse crânio desarticulado, era uma possível cabeça-troféu, que apresentava marcas e cortes semelhantes ao escalpelamento no osso frontal.

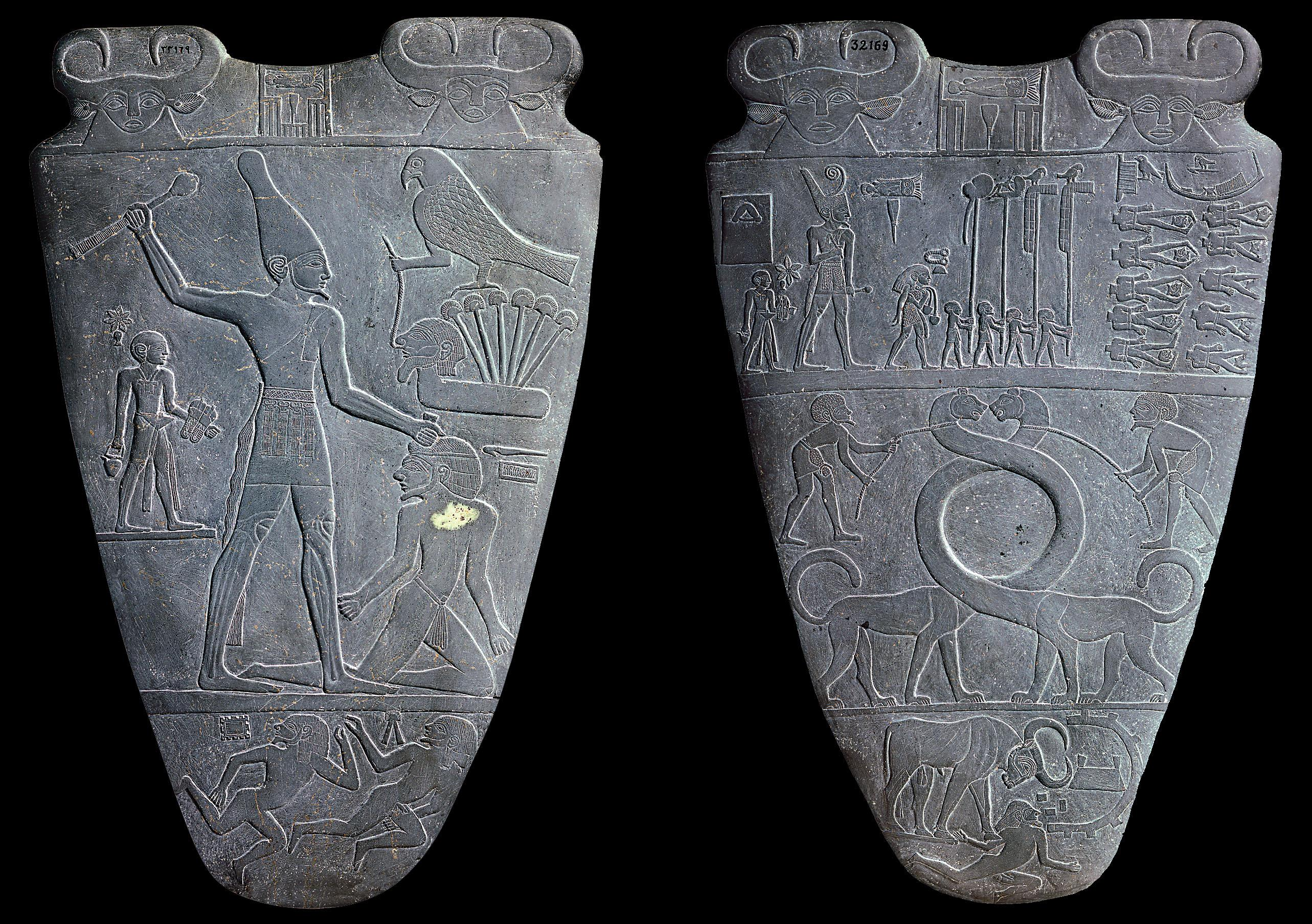
Paleta de Narmer.

Os antigos egípcios eram conhecidos por exibir partes do corpo dos seus inimigos, como pode ser vislumbrado na famosa Paleta de Narmer, datada por volta do ano 3000 a.C., é um artefato que mostra de um lado decapitações e do outro o Faraó Narmer com as coroas do Alto e Baixo Egito, simbolizando seu poder e a unificação dessas regiões, que marcam o início do período dinástico egípcio.
Os Celtas também valorizavam as cabeças de inimigos, usando crânios como troféus e para proteção. Os Citas da Ásia Central, colecionavam as cabeças de inimigos, que eram penduradas nas rédeas dos cavalos como símbolos de conquista. Já na Sibéria Ocidental, o escalpelamento persistiu entre alguns povos até a década de 1930, quando ocorreu um conflito étnico entre os Khanty-Ugry e soviéticos, em que os soviéticos foram derrotados e escalpelados.
Um patriota escocês chamado William Wallace, foi capturado e executado pelos ingleses em 1305. Sua cabeça ficou sendo exibida em uma estaca na Ponte de Londres, lugar em que a tradição se manteve ao longo da história. Além disso, samurais japoneses coletavam cabeças de inimigos derrotados, enquanto nativos da Mongólia e áreas vizinhas erigiram pirâmides de crânios.
No continente africano, europeus utilizavam essa prática como forma de punição e controle, como exemplificado pelo líder Leopoldo II da Bélgica, que estabeleceu o Estado Livre do Congo, com o objetivo de explorar a comunidade local para a extração de borracha, punindo com a morte aqueles que não se submetessem ao trabalho forçado.
Na antiga Mesopotâmia, há diversos relatos de troféus humanos. Consta no Antigo Testamento, que entre 1085–1015 a.C., em troca de sua filha como esposa, o Rei Saul ordenou que Davi matasse e trouxesse cem prepúcios de filisteus, Davi então o levou duzentos prepúcios para demonstrar sua braveza (1 Samuel 18:25-27). Na Assíria, durante o Império Neoassírio, o Rei Assurnasirpal II (883 a 859 a.C.), que governou entre 883 a 859 a.C., desmembrou militares que resistiam à suas ordens, tal como puniu nobres rebeldes retirando parte de suas peles e as exibindo como aviso. Já o Rei Assurbanipal (669-627 a.C.), decorou seu palácio com a cabeça de um rei elamita pendurada em uma árvore. Outro relato presente na bíblia se refere a uma viúva judia, muito bonita e sedutora, que se chamava Judite. Essa mulher judia seduziu o general assírio e posteriormente decapitou o líder militar. Ao ouvir sobre a morte ‘de Holofernes, os assírios entraram em desespero e assim, foram facilmente derrotados pelas forças judaicas (Judite 13:15).
Um exemplo notável no Novo Testamento é a decapitação de João Batista por ordem de Herodes, que após ver a dança da filha de Herodias para ele, ficou encantado com a dança e quis lhe presentear realizando o seu desejo, independente de qual fosse. Assim, a menina pergunta a mãe o que deveria pedir e a mãe pede a cabeça de João Batista em uma bandeja. Durante as Cruzadas (1095-1291), também houve a coleta de troféus entre tropas cristãs e muçulmanas.

### Segunda Guerra Mundial e Guerra do Vietnã

Uma mulher escrevendo um bilhete de agradecimento ao namorado da Marinha pela caveira de um soldado japonês que ele lhe enviou, 1944.

Nos Estados Unidos, uma prática que acontecia frequentemente, era o linchamento de afro-americanos envolvendo a exibição e coleta desses remanescentes. Contudo, a maior parte dos troféus humanos, remontam à Segunda Guerra Mundial e à Guerra do Vietnã, e são em sua maioria relacionados a indivíduos de origem japonesa e do sudeste asiático. Grande parte desses remanescentes foi coletado de forma passiva e oportunista em campos de batalha pelos militares, já os casos em que o troféu é proveniente de combatentes envolvidos nas lutas são menos frequentes. Mesmo sob aviso formais de condenações e a forte desaprovação militar, a prática persistiu entre os soldados.
No século XX, a conquista de troféus de guerra eram populares entre os europeus e americanos, como também, pelos japoneses, chineses e vietnamitas. Harrison citado por Nafte (2014), afirma que colecionar esses troféus pode ser considerado como uma “forma aberrante de colecionar”, especificamente para europeus e americanos, pela impossibilidade de separar essas práticas de uma história de racismo.
Contudo, para Nafte é necessário considerar a extensa coleta de troféus ocorrida décadas antes na Europa, como também, durante a Guerra Civil Americana, em que havia mais homogeneidade étnica. Além disso, não só os soldados, como também, mulheres iam visitar campos de batalha para coletar esses remanescentes humanos, vistos como souvenirs. O autor entende que Harrison ignorou a associação íntima entre a guerra e o valor ritual do troféu humano descrito na literatura antropológica, consequentemente, excluindo outras possibilidades e funções para aquela prática.
Esses remanescentes humanos estão cada vez sendo identificados nos Estados Unidos e na Europa, como itens pessoais adquiridos durante a Segunda Guerra Mundial e a Guerra do Vietnã. Esses crânios troféus são algumas vezes até repassados como herança de família de soldados idosos, que mantinham sobre sua posse esses crânios ou outros ossos humanos. Nas últimas décadas, esses troféus de guerra foram descobertos e assim, foi estabelecido um subcampo na Antropologia Forense para identificação e repatriação desses remanescentes humanos.
Os crânios eram mercadorias cobiçadas e prestigiadas durante a Segunda Guerra Mundial, os militares ferviam a carne dos crânios dos inimigos para fazer enfeites de mesa, como também, esculpiam alguns ossos e o transformavam em abridores de cartas e orelhas e dedos eram usados em cintos ou transformados em colares, para serem enviados para casa como lembrança e para presentearem seus pares românticos. Durante a Guerra do Vietnam, crânios eram confiscados na bagagem dos soldados que retornavam, assim, era mais comum que fossem levados orelhas e dedos, por serem mais fáceis de transportar sem serem confiscados pelas autoridades.

### Cabeças-Troféus nos Sertões Nordestinos Brasileiros

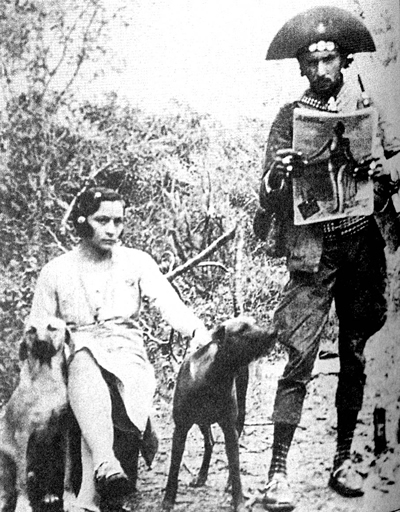
Cangaceiros Lampião e Maria Bonita.

Entre 1922 e 1938, na região nordeste do Brasil, o Estado buscava acabar com o “cangaço”, mas a violência policial ao realizar a prática de cortar cabeças como punição e exibi-las ao público, gerava questionamentos, ainda mais em um período específico em que foi uma prática unilateral, em que os policiais cortavam cabeças como troféus para promoção em seus cargos. Os cangaceiros mais conhecidos da história do Brasil, Vírgulino (Lampião) e seu grupo, foram cercados por soldados alagoanos, liderados pelo Tenente João Bezerra. Onze cangaceiros foram mortos, incluindo Lampião e Maria Bonita, que tiveram suas cabeças expostas na cidade de Piranhas, como também, em outras cidades. Essa prática era considerada uma forma de punição e vingança, que refletia o simbolismo da vida e morte na cultura sertaneja.

### Cabeças-Troféus em Bornéu do PovoDayak

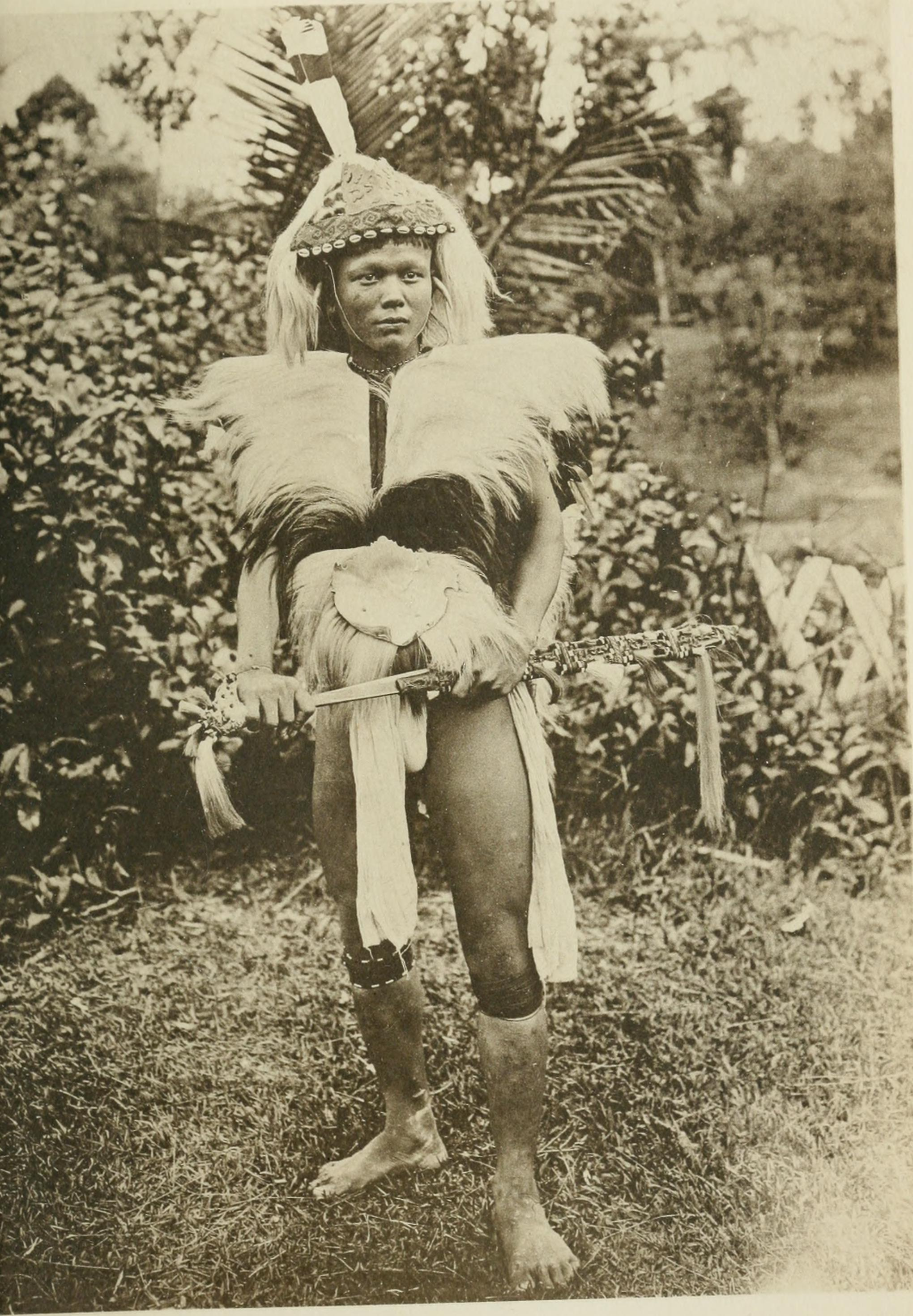
Um jovem Klematan vestido para a guerra.

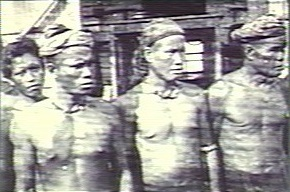
Quatro membros do povo Murut em Sarawak.

Em algumas partes do mundo, o culto aos troféus de remanescentes humanos são parte da cultura e ainda acontecem, sendo um ritual muito importante para os povos praticantes. Em Bornéu, as cabeças-troféus ainda são exibidas nas casas dos grupos nativos contemporâneos, apesar da erradicação da tradição de Caça as Cabeças.
A prática da preparação da cabeça, envolve também o comportamento social daquela cultura em relação a essas cabeças troféus, como a realização de danças típicas em celebrações, utilizando esses troféus e interpretando uma narrativa de guerra. A preparação ou produção dessa cabeça-troféu é iniciada pela remoção do cérebro, posteriormente, a cabeça é colocada para secar sobre fogo e, por fim, é amarrado a mandíbula ao crânio por tiras de rattan ou algodão. Também é descrito como um método utilizado na produção dessas cabeças, a queima dos crânios. No estudo de Okumura e Siew (2013), as cabeças-troféus Dayak estudadas eram em sua maioria adultos jovens que estavam em conflito. Contudo, havia remanescentes homens e mulheres de todas as idades, com exceção dos idosos. Além disso, os Murut são o grupo mais representado nesses troféus, à medida que os Klemantan são a maioria dos responsáveis pela decapitação e produção dessas cabeças-troféus.

### O E-commerce de Cabeças e Crânios Troféus
Atualmente, é analisado o tráfico online moderno e as realidades históricas da coleta de remanescentes humanos da era colonial, por grupos específicos, como, curadores de museus, comunidades descendentes, antropólogos forenses e os órgãos e instituições responsáveis pelo cumprimento das leis.

Huffer citado por Breda (2023), publicou diversos estudos sobre tecnologias metodológicas e estudos exploratórios sobre o mercado de cabeças-troféu, em que é explorado as vendas em várias plataformas virtuais ao redor do mundo. Huffer e Chappell, em um estudo denominado The Mainly Nameless and Faceless Dead de 2014, realizam uma catalogação de centenas de listagens online de remanescentes humanos e analisado suas fontes e afiliações culturais, demonstrando a prevalência desse mercado de remanescentes humanos online, uma violação ao direito a dignidade básica humana dos mortos. Os interessados nesse mercado, buscam colecionar esses remanescentes estão possibilitando uma “segunda vida” para essas partes do corpo humano.

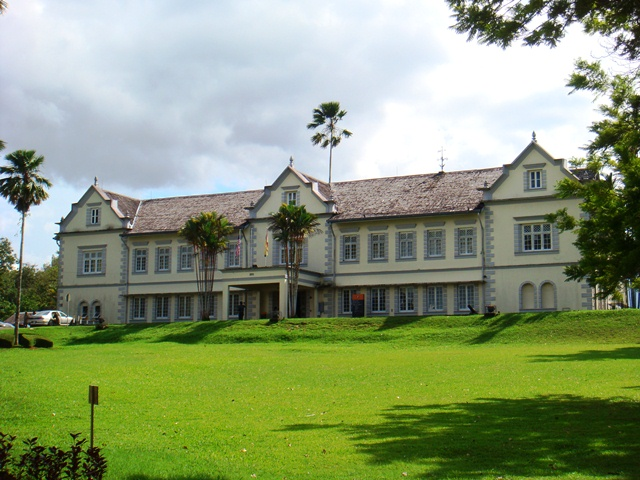
Museu do Estado de Sarawak, Kuching, Malásia

O departamento real de alfândega da Malásia em 2005 apreendeu uma coleção única de crânios humanos modificados post-mortem, o conjunto foi adquirido pelo Museu de Sarawak em Kuching. Os crânios foram curados pela divisão de etnologia do museu desde a aquisição para fins de conservação, mas só foram registrados em outubro de 2015.
Inicialmente foi suspeitado que a proveniência mais provável de pelo menos alguns dos crânios era no noroeste da província de Kalimantan Ocidental, em algum lugar entre Pontianak e a fronteira com Sarawak. A maioria dos crânios possivelmente tinham sido colocados no solo ou deixados expostos após terem sido esculpidos e processados. Apenas três crânios possuíam as mandíbulas, presas por fibras de rattan.

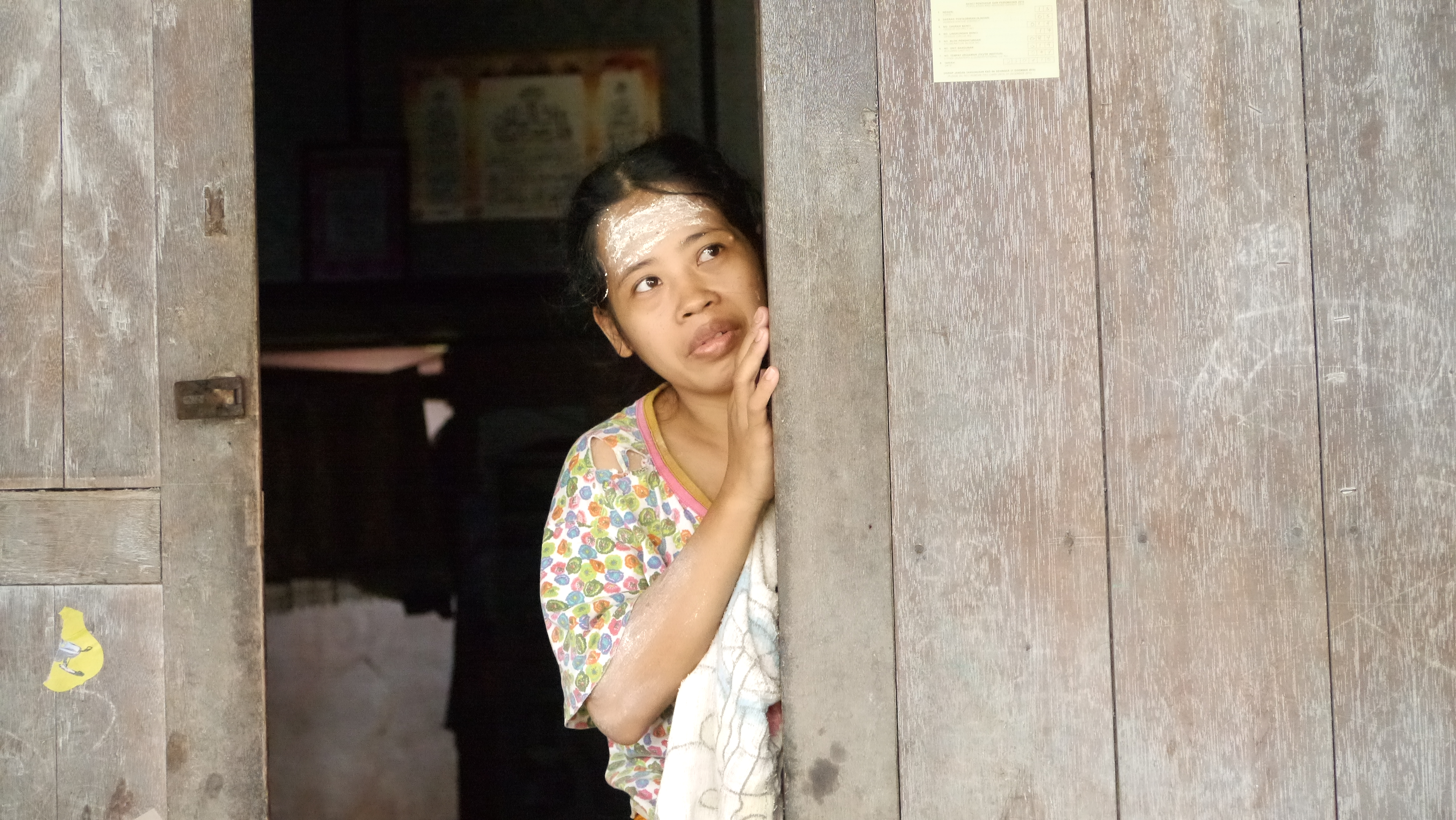
Mulher Iban, do povo Dayak em Bornéu, vivendo em uma tradicional "longhouse".

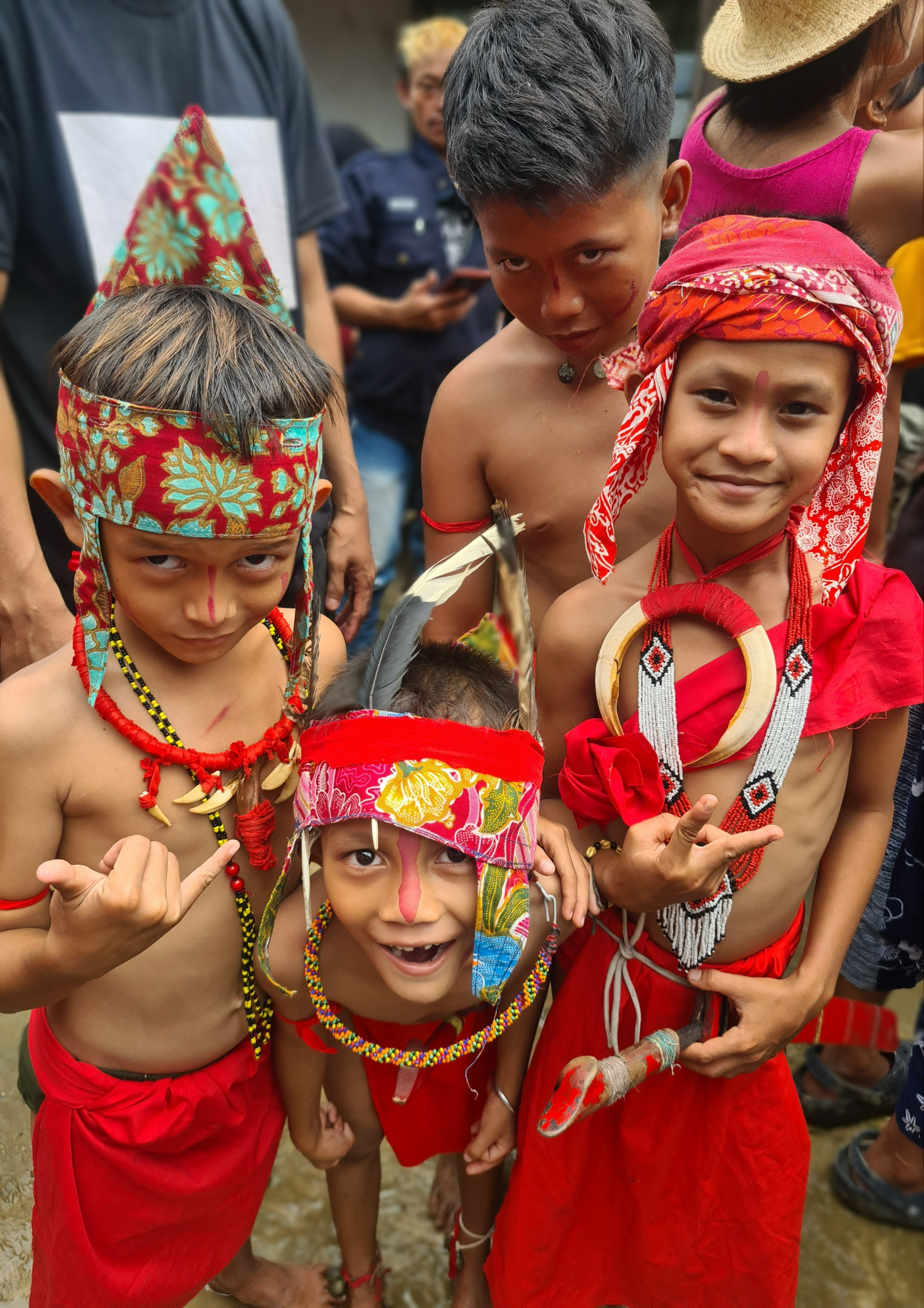
Crianças Bidayuh do povo Dayak na cerimônia Nyobeng (ou Nibakng), que é uma cerimônia em respeito aos resultados do mengayau (kayau), realizado desde a antiguidade, em que é realizado um ritual de banho ou limpeza do crânio humano resultante da "caça às cabeças" dos ancestrais. A cerimônia Nyobeng é realizada pela tribo Dayak Bidayuh que reside em Bornéu Ocidental.

A ornamentação gravada nesses crânios-troféus refletem crenças das tribos Bidayuh e Iban do povo Dayak ligadas à noção de um 'princípio de vida' ou 'espírito' de um indivíduo (semengat) na ontologia animista desse vocabulário, que é relacionado a fertilidade do arroz (padi) e a dos seres humanos, que possuem um semengat comum que é associado ao conceito Iban de ayu, que representa a 'vida' ou 'vitalidade'. As cabeças-troféus não eram decoradas pelos Iban, mas eram instaladas em molduras de rattan e suspensas nas longhouses homens importantes ou guerreiros. Os buracos nos crânios eram vistos como pontos de entrada e saída da alma ou força vital que eram ativados em rituais xamanísticos. A ornamentação floral em crânios-troféu gravados inclui flores de lótus ou lírios, compostos por padrões foliares simétricos. Alguns crânios eram gravados e depois cortados ao meio, exibindo ornamentos florais combinados com corante vermelho e conchas búzios nos olhos. Os grupos Bidayuh em Sarawak e Kalimantan também mantinham crânios troféus em casas denomionadas “headhouses” durante o período de colonização, onde eram considerados heranças comunitárias.
Estudos de caso sobre remanescentes humanos que foram traficados são muito importantes para a compreensão da osteologia dos crânios e outros ossos, principalmente no contexto do comércio online. A partir dessa análise, é possível compreender esses remanescentes humanos em panorama sociocultural mais amplo, incluindo as práticas contemporâneas de compra e venda. Na coleção enviada aos pesquisadores, embora os crânios sejam remanescentes humanos, a maioria não são crânios autênticos do povo Dayak. Mas, há uma preocupação em relação a real proveniência desses remanescentes, assim, a análise cuidadosa, abrangendo testes de DNA e de isótopos são essenciais para definir a origem e as implicações culturais desses crânios-troféus.
Há uma ampla gama de valores atribuídos a esses crânios comercializados ilegalmente na internet. Tendo uma visível exploração da cultura indígena, a partir da falsificação, em remanescentes não ocidentais têm os preços mais altos.
Esses crânios, que provavelmente foram contrabandeados de Kalimantan para Sarawak, apresentam designs baseados em etnografia clássica, mas carecem de autenticidade histórica. Alguns crânios são decorados reproduzindo as tradições Bidayuh e outros designs são inventados. Essas falsificações têm se expandido em mercados de arte tribal na Europa desde os anos 90.

### Questões Éticas
Existem diferentes perspectivas em relação a exposição de remanescentes humanos. Em uma esfera pública, incluindo vendedores, compradores e expectadores, os remanescentes humanos são vistos como um artefato. Contudo, há os descendentes que englobam uma esfera mais pessoal, relativa a memória de quem aquele remanescente já foi. E, por fim, existe a perspectiva dos antropólogos, em que se busca compreender ambas as esferas e quais são as melhores decisões éticas.
Discussões a respeito da disposição adequada desses remanescentes são muito importantes e podem incluir, por exemplo, o enterro adequado ou doações para as universidades. Um estudo de caso que demonstra a problemática existente em relação à venda e compra de remanescentes humanos, é o caso do crânio pertencente a um ladrão chamado John Parker que foi executado em 1813, que foi estudado por anatomistas e, finalmente, colocado em leilão após "aposentadoria". Nessas exibições excêntricas, nem sempre é considerado o contexto e história daquele remanescente ao público, podendo levar a injustiça histórica.

### Tafonomia das Cabeças e Crânios Troféus
Para a classificação adequada e para determinar a significância forense desses remanescentes, é necessário uma análise tafonômica, principalmente quando esses artefatos são recebidos pelos pesquisadores sem contexto de origem, incluindo hipóteses relativas as características cerimoniais, se são ou não troféus de inimigos e a anatomia desses remanescentes. Yucha e colaboradores (2014), identificaram três categorias tafonômicas para crânios troféus: aquisição original, alteração ornamental e danos de curadoria. A aquisição original inclui o trauma perimortem, que reflete ferimentos de batalha. A exposição ambiental e decomposição, como também, a análise de micro-abrasões e danos térmicos, evidenciando o processamento dos crânios. A segunda categoria é a alteração ornamental, que envolve modificações intencionais, como escrita ou vestígios de cera, enquanto a terceira categoria se refere aos danos de curadoria, que incluem marcas, revestimentos e sinais de manuseio. A análise de DNA e isótopos de estrôncio oferece a possibilidade de compreender melhor a origem e a natureza dos troféus humanos.